# Carwood Lipton
Clifford Carwood „Lip” Lipton (ur. 30 stycznia 1920 w Huntington, zm. 16 grudnia 2001 w Southern Pines) – amerykański żołnierz, służył w 506 Pułku Piechoty Spadochronowej będącym jednostką 101 Dywizji Powietrznodesantowej Armii Stanów Zjednoczonych podczas II wojny światowej. Wstąpił do wojska w 1942 jako szeregowy, w późniejszym czasie został sierżantem, a już w trakcie walk w Europie otrzymał promocję do stopnia podporucznika. 
Jeden z bohaterów książki i serialu Kompania braci. W postać Liptona wcielił się Donnie Wahlberg.